# 永兴镇 (正阳县)
永兴镇，是中华人民共和国河南省驻马店市正阳县下辖的一个乡镇级行政单位。

## 行政区划
永兴镇下辖以下地区：
赵庙村、万安村、余庄村、路口村、高庄村、四楼村、吴相村、屈楼村、盛楼村、永兴村、小陈村、王老村和徐杨村。